# Hermanni Vuorinen
Hermanni Karl Anton Vuorinen (ur. 27 stycznia 1985 w Pori) – fiński piłkarz występujący na pozycji napastnika.

## Kariera klubowa
Vuorinen treningi rozpoczął w wieku 7 lat w zespole FC Jazz. W sezonie 2002 został włączony do jego pierwszej drużyny, grającej w pierwszej lidze. Występował tam jeszcze w sezonie 2003, a w połowie 2003 roku odszedł do trzecioligowych rezerw niemieckiego Werderu Bremu.
W 2004 roku Vuorinen wrócił do Finlandii, gdzie został graczem klubu AC Allianssi. W tym samym roku wywalczył z nim wicemistrzostwo Finlandii. W trakcie sezonu 2005 przeniósł się do drugoligowej Honki. W tamtym sezonie awansował z nią do pierwszej ligi. W sezonie 2006 został jej królem strzelców z 16 bramkami na koncie (w 18 meczach), mimo iż w trakcie sezonu odszedł z ligi fińskiej.
Został zawodnikiem norweskiego Fredrikstadu. W sezonie 2006 zdobył z nim Puchar Norwegii. W sezonie 2007 przebywał na wypożyczeniu w fińskim HJK.
W 2008 roku Vuorinen ponownie został graczem Honki. W sezonach 2008 oraz 2009 wywalczył z nią wicemistrzostwo Finlandii. W sezonie 2009 dodatkowo ponownie został najlepszym strzelcem pierwszej ligi. W 2010 roku przeniósł się do belgijskiego RSC Charleroi. W pierwszej lidze belgijskiej zadebiutował 11 września 2010 w przegranym 0:1 meczu z Germinalem Beerschot. W sezonie 2010/2011 wraz z Charleroi spadł do drugiej ligi.
W 2012 roku wrócił do Honki. W tym samym roku zakończył karierę.

## Kariera reprezentacyjna
W reprezentacji Finlandii Vuorinen wystąpił jeden raz, 18 stycznia 2010 w przegranym 0:2 towarzyskim meczu z Koreą Południową.